# Tamara Obrovac

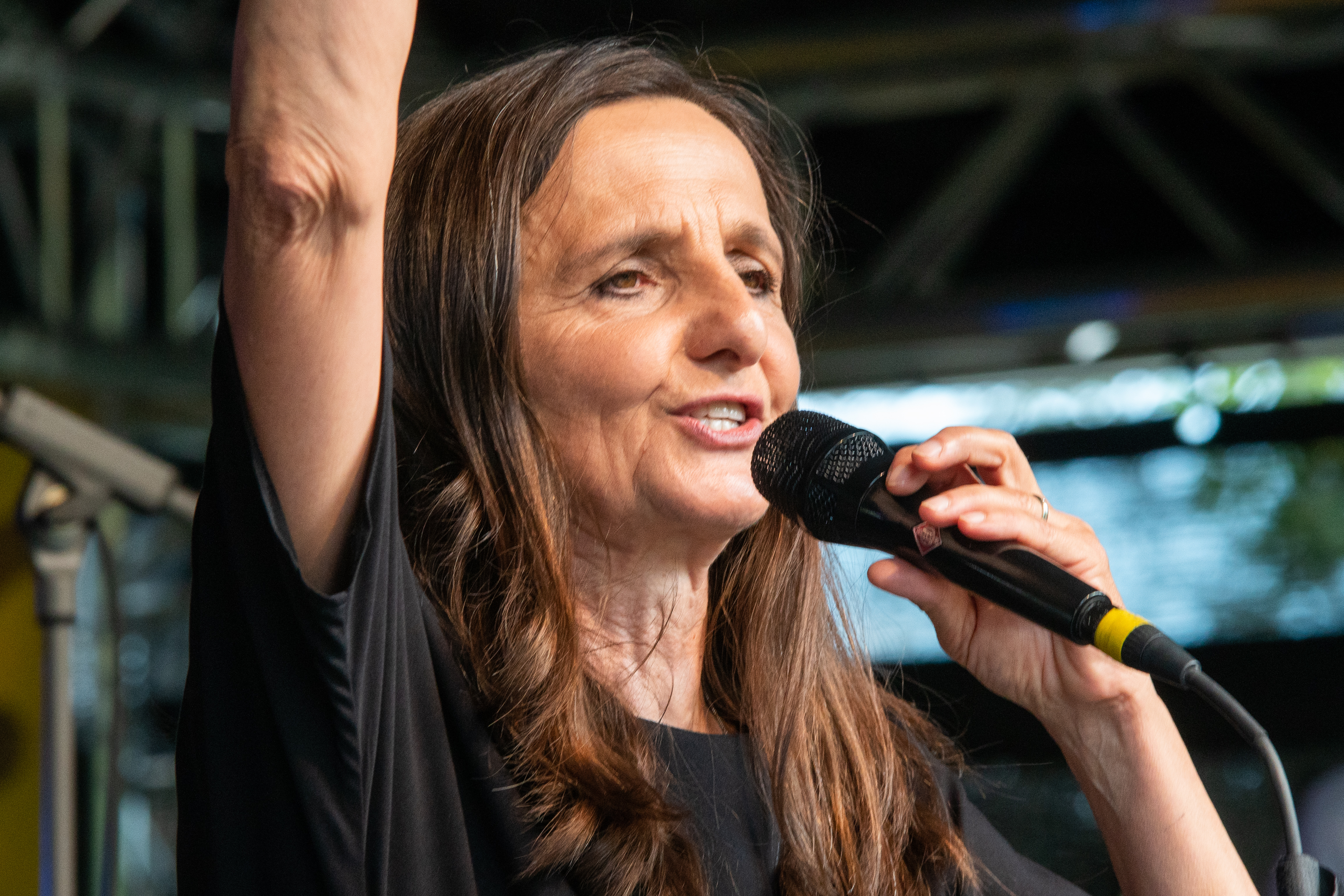
Tamara Obrovac beim Rudolstadt-Festival 2022

Tamara Obrovac (* 1962 in Pula) ist eine kroatische Jazzmusikerin (Gesang, Flöte, Komposition). Sie gilt als eine der vielseitigsten und bedeutendsten Künstlerinnen der neuen kroatischen Musikszene.

## Werdegang
Obrovacs Debütalbum erschien 1996, dem sieben weitere Alben bis 2016 folgten. Mit ihrem Transhistria Ensemble und mit ihrem Quartett präsentiert sie eigene Kompositionen, die die mediterranen Musiktradition reflektieren. Sie arbeitet an der Synthese von Elementen der alten istrischen Musiktradition (etwa einer besonderen Tonskala, die dem mitteleuropäischen Ohr fremd ist und die das kroatische Kulturministerium versucht, als Weltkulturerbe durch die UNESCO anerkennen zu lassen) und zeitgenössischem Jazz.
Weiterhin arbeitete sie mit Musikern wie Teodosij Spassow, Kostas Theodorou, Marc Abrams, Ewald Oberleitner, Glauco Venier, Simone Zanchini, Enzo Favata, Gabriele Mirabassi, Hubert von Goisern oder Vlatko Stefanovski/Miroslav Tadić. Darüber hinaus leitete sie das Valamar Jazz Festival in Porec. Sie schrieb die Musik für mehrere Filme, darunter What Is a Man Without a Moustache.
Obravac wurde mit zahlreichen Preisen und Auszeichnungen bedacht, etwa 2006 mit dem Porin als beste Sängerin.

## Diskographische Hinweise
- Tamara Obrovac Transhistria Ensemble Daleko je… /… Is Faraway (Aquarius Records 2005)
- Tamara Obrovac Quartet Ulika Revival (Unit Records 2014, mit Matija Dedić, Žiga Golob, Krunoslav Levačić)[4]
- Tamara Obrovac Transhistria Ensemble Canto amoroso (Alessa Records 2016, mit Uroš Rakovec, Fausto Beccalossi, Žiga Golob, Krunoslav Levačić)